# راكان آل مساعد
راكان عبد الله آل مساعد مواليد 30 نوفمبر 2000 في ، السعودية، هو لاعب كرة قدم سعودي لعب سابقاً لنادي الثقبة في الدفاع.